# Apanteles contemptus
Apanteles contemptus är en stekelart som beskrevs av Nixon 1965. Apanteles contemptus ingår i släktet Apanteles och familjen bracksteklar. Inga underarter finns listade i Catalogue of Life.